# Cofradía
Cofradía – miasto w północno-zachodnim Hondurasie, nad rzeką Machaula, w departamencie Cortés. Według Spisu Powszechnego z 2013 roku liczy 38,8 tys. mieszkańców. Na północny zachód od miasta znajdują się wzgórza Sierra de Omoa, wznoszące się na ponad 2000 m n.p.m..
Znajduje się około 15 km od drugiego co do wielkości miasta w kraju – San Pedro Sula. Należy do gminy San Pedro Sula.